# Андреј Медведев
Андреј Медведев (укр. Андрій Медведєв; Кијев, СССР, 31. август 1974) бивши је украјински тенисер, који је професионалну каријеру започео 1991. године.
Освојио је четири титуле на АТП Мастерс турнирима, од тога три у Хамбургу. Укупно 11 АТП титула у синглу. Најбољи пласман на АТП листи је остварио 1994. године када је био 4 тенисер света. Играо је једно гренд слем финале 1999. на Ролан Гаросу. Његова старија сестра је Наталија Медведева, некадашња тенисерка и освајачица 12 ВТА турнира.

## Гренд слем финала

### Појединачно 1 (0—1)
| Исход  | Година | Турнир      | Подлога | Противник   | Резултат                |
| Финале | 1999   | Ролан Гарос | Шљака   | Андре Агаси | 6–1, 6–2, 4–6, 3–6, 4–6 |

## АТП Мастерс финала

### Појединачно 5 (4—1)
| Исход  | Година | Турнир      | Противник           | Резултат           |
| Финале | 1993   | Париз       | Горан Иванишевић    | 4–6, 2–6, 6–7(2)   |
| Победа | 1994   | Монте Карло | Серђи Бругера       | 7–5, 6–1, 6–3      |
| Победа | 1994   | Хамбург     | Јевгениј Кафељников | 6–4, 6–4, 3–6, 6–3 |
| Победа | 1995   | Хамбург     | Горан Иванишевић    | 6–3, 6–2, 6–1      |
| Победа | 1997   | Хамбург     | Феликс Мантиља      | 6–0, 6–4, 6–2      |